# Handley Page Hermes
Хэндли Пейдж «Гермес» (англ. Handley Page Hermes) — пассажирский и военно-транспортный самолёт средней дальности. «Гермес IV» (англ. Hermes IV) был одним из первых британских авиалайнеров, построенных компанией «Хэндли Пейдж» после войны для трансокеанских воздушных сообщений. Тесно связан с его военной модификацией «Гастингс». Всего было построено 29 самолётов для службы в авиакомпании BOAC.

## История и разработка
«Гермес» был разработан в соответствии со спецификациями Министерства авиации 15/43 и 12/44 года как гражданский транспорт, способный брать на борт 32 пассажира первого класса или 50 пассажиров туристического класса. В то же время RAF требовался новый самолёт для замены «Галифакса», для чего «Хэндли Пейдж» разработала HP.81 Hermes на основе «Гастингс».
Самолёт «Гермес» был коммерческим вариантом модификации «Гастингс» ВВС Великобритании. Сначала компания планировала первым выпустить самолёт «Гермес», но 2 декабря 1945 года опытный образец НР.68 Hermes I (G-AGSS) разбился в первом полёте. После этого предпочтение было отдано разработке военно-транспортного самолёта, который был срочно необходим военно-воздушным силам. В результате только 2 сентября 1947 года совершил свой полёт другой вариант самолёта «Гермес» — НР.74 Hermes II (G-AGUB), который по сравнению с модификацией «Гастингс» имел удлинённый фюзеляж. Успешные испытания модели Hermes II привели к появлению окончательного серийного варианта НР.81 Hermes IV, первый образец которого поднялся в воздух 5 сентября 1948 года.
Он отличался от Hermes II тем, что имел трёхопорное шасси с носовой стойкой и более мощные двигатели Hercules. За ним появились 24 похожих серийных самолёта. Эта модификация поступила на службу 6 августа 1950 года. Экипаж состоял из пяти человек. Стандартная внутренняя компоновка была рассчитана на 40 пассажиров, но в салоне могли разместиться и 63 человека. Впоследствии на большинстве самолётов двигатели были заменены на Hercules 773, а обозначение изменилось на Hermes IVA. Кроме этого, компания «Хэндли Пейдж» построила два экземпляра модели НР.82 Hermes V, каждый из них имел четыре турбовинтовых двигателя Bristol Theseus мощностью 1655 кВт (2220 л. с.). Самолёты Hermes IV и IVA летали у некоторых компаний до середины 1960-х гг.

## Будущее самолётов
Два турбовинтовых двигателя Hermes V принадлежали Министерству снабжения и совершили свои первые полёты в августе 1949 года. Они использовались для разработки турбовинтового двигателя Bristol Theseus. Первый экземпляр был потерян при катастрофе на аэродроме Чилболтон 10 апреля 1951 года, но второй продолжал летать с экспериментальной установкой самолёта и вооружения (англ. A&AEE) в Boscombe Down и RAE в Фарнборо до выхода из эксплуатации в сентябре 1953 года.
Прототип Hermes II получил военную маркировку в октябре 1953 года как VX234 и использовался для различных программ исследований и разработок, включая тестирование бортового радара для Королевского радиолокационного комплекса в RAF Defford, Worcestershire. Эксплуатация закончена в 1969 году.
Фюзеляж Hermes IV (G-ALDG Horsa) хранится в Имперском военном музее Даксфорд.

## Модификации
Все 29 самолётов были построены в Хартфордшире, Англия.
HP.68 Hermes I — 1
- Прототип оснащён четырьмя 1650 л. с. (1230 кВт) радиальными двигателями Bristol Hercules 101.

HP.74 Hermes II— 1
- Прототип оснащён четырьмя двигателями Bristol Hercules 121 мощностью 1675 л. с. (1249 кВт) и более длинным передним фюзеляжем (на 4,57 м).

HP.81 Hermes IV— 25
- Серийный самолёт с трёхколёсным шасси, оснащённый четырьмя 2100 л. с. (1570 кВт) двигателями Bristol Hercules 763.

HP.81 Hermes IVA
- Самолёты Hermes IV модифицированы для использования 100-октанового топлива с двигателем, получившим новое обозначение Hercules 773, большинство переоборудовано обратно в стандарт Hermes IV.

HP.82 Hermes V— 2
- Разработка самолёта с четырьмя 2,490 л. с. (1860 кВт) Bristol Theseus 502 турбовентилятором.

## Операторы

### Багамские Острова
- Bahamas Airways

### Кувейт
- Kuwait Airways

### Ливан
- Middle East Airlines

### Великобритания
- Air Links
- Air Safaris
- Airwork
- Britavia
- British Overseas Airways Corporation
- Falcon Airways
- Royal Radar Establishment
- Silver City Airways
- Skyways
- Ministry of Supply

## Характеристики
Источник данных: Jane's All the World's Aircraft 1950-51

Технические характеристики
- Экипаж: 7
- Пассажировместимость: 40-82
- Длина: 29,52 м
- Размах крыла: 32,45 м
- Высота: 9,15 м
- Площадь крыла: 130,85 м2
- Профиль крыла: корень: NACA 23021; законцовки: NACA 23007[10]
- Масса пустого: 25 159 кг
- Масса снаряжённого: 39 092 кг
- Максимальная взлётная масса: 37,195 кг
- Масса топлива во внутренних баках: 14 657 л. в крыльевых баках; 4x 168 л. маслобаки
- Силовая установка: 4 × воздушных Bristol Hercules
- Мощность двигателей: 4 × 2 100 л.с. (4 × 1 566 кВт)
- Воздушный винт: de Havilland Hydromatic, 4-лопастный
- Диаметр винта: 4,0 м

Лётные характеристики
- Максимальная скорость: 567 км/ч
- Крейсерская скорость: 437 км/ч
- Практическая дальность: 5 065 – 5 720 км с грузом в 1 004 кг на высоте 6096 м (20000 фт) в зависимости от скорости
- Практический потолок: 7 500 м
- Скороподъёмность: 5,2 м/сек
- Нагрузка на крыло: 284 кг/м2
- Тяговооружённость: 0,171 кВт/кг
- Длина разбега: 1015 м с грузом 37195 кг

## Авиационные происшествия и катастрофы
На 7 августа 2019 года в различных лётных происшествиях было потеряно 12 самолётов. В катастрофах погибли 20 человек.
| Дата       | Бортовой номер | Место катастрофы | Жертвы | Краткое описание |
| ---------- | -------------- | ---------------- | ------ | --- |
| 02.12.1945 | G-AGSS         | Радлетт          | 2/2    | Разбился на первом испытательном полёте вскоре после взлёта в трёх милях от аэродрома Радлетт. Два пилота-испытателя Handley Page погибли.                                                                                 |
| 10.04.1951 | G-ALEU         | Чилболтон        | 0/5    | Вынужденная посадка в поле из-за отказа двигателя. |
| 26.05.1952 | G-ALDN         | Атар             | 1/18   | Вынужденная посадка в пустыне Сахара к югу от Атара. Пассажиры и команда выжили и провели несколько дней в пустыне, прежде чем добраться до оазиса. Погиб офицер Тед Хаслам, получивший травму головы в результате аварии. |
| 23.07.1952 | G-ALDB         | Питивье          | 0/70   | Грубая посадка. |
| 25.08.1952 | G-ALDF         | Трапани          | 7/57   | Вынужденная посадка на воду из-за проблем с двигателями. |
| 04.03.1956 | G-ALDW         | Никосия          | 0/0    | Взрыв на борту за 20 минут до вылета. На борту должны были находится 68 человек. |
| 05.08.1956 | G-ALDK         | Карачи           | 0/72   | Приземлился до начала ВПП во время сильного дождя. |
| 05.11.1956 | G-ALDJ         | Ятли             | 7/80   | Разбился при заходе на посадку ночью в сложных метеоусловиях. |
| 01.09.1957 | G-AKFP         | Калькутта        | 4+0/64 | Самолёт заходил на посадку в сложных метеоусловиях. Врезался в стоящий на земле самолёт DC-3. |
| 01.04.1958 | G-ALDV         | Мисден Грин      | 3/3    | Разбился во время испытательного полёта. |
| 08.03.1960 | G-ALDH         | Лондон           | 0/6    | Получил повреждения при посадке. |
| 09.10.1960 | G-ALDC         | Лондон           | 0/76   | Выкатился за пределы ВПП и остановился на железнодорожных путях. |